# Lurcy-le-Bourg
Lurcy-le-Bourg är en kommun i departementet Nièvre i regionen Bourgogne-Franche-Comté i de centrala delarna av Frankrike. Kommunen ligger i kantonen Prémery som tillhör arrondissementet Cosne-Cours-sur-Loire. År 2022 hade Lurcy-le-Bourg 274 invånare.

## Befolkningsutveckling
Antalet invånare i kommunen Lurcy-le-Bourg
| Referens: INSEE |